# Melitaea arcesia
Melitaea arcesia är en fjärilsart som beskrevs av Bremer 1861. Melitaea arcesia ingår i släktet Melitaea och familjen praktfjärilar. Inga underarter finns listade i Catalogue of Life.